# Joseph Sucher

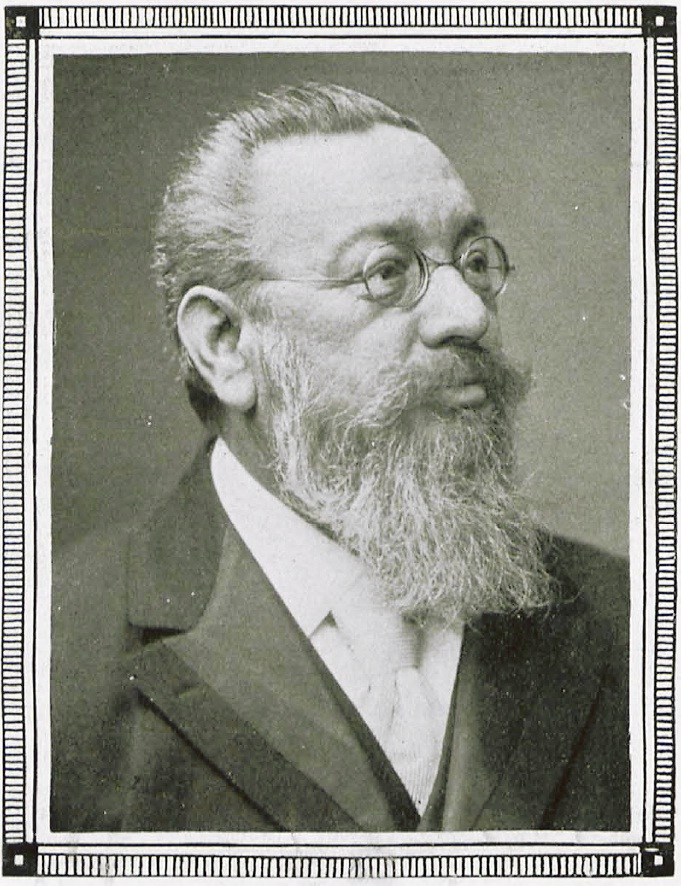
Josef Sucher.

Joseph Sucher, född den 23 november 1843 i Döbör, Ungern, död den 4 april 1908 i Berlin, var en tysk dirigent. Han var gift med Rosa Sucher.
Sucher studerade i Wien juridik och (för Simon Sechter) musikteori, blev teaterkapellmästare vid komiska operan i Wien, vid stadsteatern i Leipzig 1876, i Hamburg 1878 och var 1888–1899 hovkapellmästare i Berlin. Han utmärkte sig i hög grad som Wagnerdirigent, framför allt med Nibelungencykeln. Sucher var även tonsättare. 